# Lékařská fakulta v Plzni Univerzity Karlovy
Lékařská fakulta v Plzni je jednou z pěti lékařských fakult Univerzity Karlovy. Patří mezi 17 fakult této univerzity a je zároveň jednou ze tří fakult UK, které nesídlí v Praze (dvě další se nacházejí v Hradci Králové). Výuka studentů a vědecký výzkum probíhají v úzké spolupráci s Fakultní nemocnicí Plzeň.

## Historie
Byla založena dekretem prezidenta republiky č. 135/1945 Sb. ze dne 27. října 1945, původně jen jako plzeňská pobočka původní Lékařské fakulty Univerzity Karlovy, v souvislosti s jejím rozdělením v roce 1953 byla pobočkou tehdejší Fakulty všeobecného lékařství. Samostatnou lékařskou fakultou se stala až v roce 1959.

V červnu 2022 byl zkolaudován nový fakultní kampus v bezprostřední blízkosti lochotínské nemocnice, do kterého se sjednotily všechny ústavy s výjimkou Ústavu tělesné výchovy, jenž se nachází stále mimo něj, avšak se stavbou sportovní haly přímo v areálu kampusu se v budoucnosti počítá. Děkanát v Husově ulici, Pavlovův a Procházkův pavilon, ze kterých se univerzitní život přestěhoval do nově vzniklého Univerzitního medicínského centra, byly Univerzitou Karlovou nabídnuty k prodeji, jelikož již pro ně nemá žádné řádné využití.

## Studium
Studium je organizováno podobně, jako je tomu na ostatních evropských fakultách. Je rozděleno na dva obory. Všeobecné lékařství, jehož absolventi získávají titul MUDr. a dále obor Zubní lékařství, jehož absolventi získávají titul MDDr. Studium Všeobecného lékařství trvá šest let, studium Zubního lékařství roků pět. Pro přijetí musí student složit přijímací zkoušku z fyziky, chemie a biologie. Každým rokem je na fakultu přijato přibližně 230 studentů pro studium oboru Všeobecného lékařství a 50 studentů na obor Zubní lékařství.
V prvním a druhém ročníku je student seznámen s obsahem oborů jako Anatomie, Histologie, Embryologie, Biofyzika, Biochemie a Fyziologie. Dále musí student složit zkoušku ze dvou jazyků (povinně z anglického a dále například z němčiny, španělštiny, francouzštiny) a dále z jazyka latinského. Ve třetím a čtvrtém roce jsou studentům přednášeny preklinické obory: patologická anatomie, patologická fyziologie, mikrobiologie a farmakologie. V posledních dvou letech jsou studenti seznámeni s klinickými obory. Studenti Zubního lékařství studují navíc ještě obory Stomatologická propedeutika a dále Klinická stomatologie, které jim umožňují osvojit si základní stomatologické postupy. Od roku 1992 probíhá ještě paralelně výuka v angličtině pro zahraniční studenty. Po zdárném ukončení studia se absolventům udělují tituly při slavnostní ceremonii v pražském Karolinu.
Doktorský studijní program probíhá na fakultě od roku 1992. Lze studovat tyto obory: Anatomie, Histologie a embryologie, Chirurgie, Dermatovenerologie, Pediatrie, Lékařská farmakologie, Fyziologie a patologická fyziologie, Gynekologie a porodnictví, Hygiena, preventivní lékařství a epidemiologie, Neurologie – psychiatrie, Otorinolaryngologie, Patologie, Sociální lékařství, Stomatologie, Vnitřní nemoci, Radiologie. V akademickém roce 2015-16 studovalo v těchto oborech 66 prezenčních a 118 kombinovaných doktorandů.
Od roku 1997 lze studovat na fakultě i tzv. Univerzitu třetího věku. Lidé v důchodovém věku zde studují ve dvouletém cyklu Člověk ve zdraví a nemoci, k němuž byla v roce 2018 vydána i stejnojmenná publikace. V prvních dvou semestrech studují teoretické obory, druhé dva jsou věnovány oborům klinickým.

## Věda a výzkum
Celá řada vyučujících fakulty se podílí na léčení a práci ve fakultních nemocnicích, ale velký význam a rozsah má i jejich vědecko-výzkumná práce. Na fakultě probíhá výzkum v oblastech genetiky, imunologie, vlivu prostředí na zdraví člověka, epidemiologie, prevence a léčení chronických neinfekčních chorob, léčení selhání ledvin dialýzou a transplantacemi ledvin, hematologických chorob, onkologie, stomatologie a dalších.

## Vedení fakulty
Kolegium děkana od roku 2018.
- prof. MUDr. Jindřich Fínek, Ph.D., MHA – děkan, přednosta Onkologické a radioterapeutické kliniky LFP UK a FN Plzeň
  - prof. MUDr. Vladislav Třeška, DrSc. – proděkan pro doktorské studium, habilitační a jmenovací řízení, přednosta Chirurgické kliniky LFP UK a FN Plzeň
  - prof. MUDr. Milan Štengl, Ph.D. – proděkan pro vědu a výzkum a grantovou činnost fakulty, přednosta Ústavu fyziologie LFP UK
  - prof. MUDr. Alena Skálová, CSc. – proděkanka pro specializační vzdělávání, zástupkyně přednosty Šiklova ústavu patologie LFP UK a FN Plzeň
  - doc. MUDr. Antonín Zicha, CSc. – proděkan pro výuku zubního lékařství, docent Stomatologické kliniky LFP UK a FN Plzeň
  - prof. MUDr. Jitka Kuncová, Ph.D. – proděkanka pro international office a sociální záležitosti studentů, vedoucí Ústavu biofyziky LFP UK
  - prof. MUDr. Dana Müllerová, Ph.D. – proděkanka pro rozvoj a vnější vztahy fakulty, vedoucí Ústavu hygieny a preventivní medicíny LFP UK
  - prof. MUDr. Jiří Ferda, Ph.D. – proděkan pro výuku všeobecného lékařství a vztahy mezi lékařskou fakultou a fakultní nemocnicí, vedoucí Ústavu anatomie LFP UK a přednosta Kliniky zobrazovacích metod LFP UK a FN Plzeň
  - prof. MUDr. Jan Filipovský, CSc. – proděkan pro zahraniční styky, přednosta II. interní kliniky LFP UK a FN Plzeň
    - prof. MUDr. Milena Králíčková, Ph.D. – členka kolegia, rektorka Univerzity Karlovy a profesorka Ústavu histologie a embryologie LFP UK
    - doc. MUDr. Tomáš Skalický, Ph.D. – předseda Akademického senátu LFP UK, docent Chirurgické kliniky LFP UK a FN Plzeň
    - Ing. Marie Klečková – tajemnice
    - MUDr. Václav Šimánek, Ph.D. – ředitel Fakultní nemocnice Plzeň, asistent Chirurgické kliniky LFP UK a FN Plzeň
    - Lucie Züglerová – členka kolegia, zástupkyně studentů
    - MUDr. Anna Malečková, Ph.D. – členka kolegia, zástupkyně studentů, odborná asistentka Ústavu histologie a embryologie LFP UK